# بولين دي مولان
بولين دي مولان (2 نوفمبر 1773 - 1 أغسطس 1827) هي كاتبة وصحفية فرنسية، عرفت بشكل خاص بعملها في مجال التعليم وموقفها الليبرالي بعد الثورة الفرنسية. وصفها الناقد الأدبي الفرنسي سانت بوف بأنها أفضل وأهم عالمة أخلاقية بعد جان جاك روسو . 
تزوجت من فرانسوا جيزو   سنة 1812. بدا الزوجان غريبين حيث أنها كانت أكبر منه بـ 14 عامًا وكان لكل منهما شخصية مختلفة تمامًا، كما ذكر غابرييل دي برولي في الجدول التالي المأخوذ من كتابه Guizot جيزوت: 
| فرانسوا جيزو                                             | بولين دي مولان                                                |
| -------------------------------------------------------- | ------------------------------------------------------------- |
| ريفي، ولد في عائلة برجوازية صغيرة، دون ثروة              | ولد في عائلة نبيلة وثرية من النظام القديم . نشأ في مجتمع لامع |
| البروتستانتية، صارمة                                     | كاثوليكي، متسامح                                              |
| الانفرادي والانسحاب                                      | يستمتع بالمسرح والمجتمع                                       |
| كتابي وخطير                                              | روحاني، حار، ينمي فن التناقض                                  |
| يقرأ الكتب الدينية والفلسفية                             | معجب براسين                                                   |
| العقائدي، المنظر، لديه الكثير من اليقينيات الميتافيزيقية | ملتزم، عملي، دون قناعات كبيرة                                 |

## أعمال
- التناقضات، ou ce qui peut Arriver (1799)
- لا شابيل دايتون، أو إيما كورتيناي (1799)
- مقالات في الأدب والأخلاق (1802)
- إيكولير أو راؤول وفيكتور (1821)
- رسائل العائلة حول التعليم (1826)
- عائلة (1828)
- نصائح أخلاقية، أو مقالات حول الإنسان، المجتمع، الأدب (1828)